# بسام عيد
بسام عادل عيد (ولد في 25 سبتمبر 2006) هو لاعب كرة قدم قطري من أصل مصري، يلعب كلاعب وسط في نادي ألكوركون ب الإسباني معار من نادي السد القطري.

## مسيرة اللاعب
بدأ مع نادي السد وأعير إلى نادي ألكوركون ب الإسباني في عام 2024 لمدة موسم.